# Txt2tags
txt2tags é um software gerador de documentos que uma utiliza uma linguagem de marcação leve.
Desenvolvido em Python e iniciado em 2001, é distribuído sob a licença GPL e pode gerar documentos em:
- HTML
- XHTML
- SGML
- LaTeX
- Lout
- Man page
- Wikipedia
- Google Code Wiki
- DokuWiki
- MoinMoin
- MagicPoint
- PageMaker
- Plain text